# Andrea il Calibita
Andrea da Creta, noto anche come Andrea il Calibita (Creta, ... – Costantinopoli, 766/767), è stato un monaco cristiano bizantino.
Considerato santo e martire dalla Chiesa cattolica e da quella ortodossa, che lo ricordano il 20 ottobre.

## Biografia
Fervente iconodulo, fu giustiziato nel Forum Bovis di Costantinopoli per ordine dell'imperatore Costantino V nel 766 o 767, durante l'iconoclastia bizantina
Bisogna tuttavia sottolineare che secondo alcuni studiosi sant'Andrea da Creta è da considerarsi una figura leggendaria, al pari di molti Santi iconoduli del periodo iconoclastico.

## Culto
La sua festa cade il 20 ottobre.
Martirologio Romano: "A Costantinopoli, sant'Andrea, detto in Krisi o Calibita, monaco e martire, che, nato nell'isola di Creta, più volte fustigato sotto l'imperatore Costantino Copronimo per il culto delle sacre immagini e sottoposto a tortura, morì precipitato tra le immondizie dalle mura della città".
Il monastero di Sant'Andrea in Krisei (it.: "nel Giudizio", così chiamato da un vicino luogo di sepoltura di criminali) a Costantinopoli, attualmente Moschea Koca Mustafa Pasha di Istanbul, era dedicato a lui.